# 르노
르노(프랑스어: Renault)는 프랑스 최대의 자동차 제조회사이다.

## 역사
1898년 2월 25일, 르노 형제(루이 르노, 마르셀 르노, 페르낭 르노)가 설립했다. 1898년 르노가 생산한 최초의 자동차는 타입 A로 직접 변속기를 적용했고, 1900년에는 세계 최초의 살롱인 타입 B를 생산한다.
제1차 세계대전 동안에는 탱크 및 항공기 엔진과 포탄 등 군수품도 생산하였으나 제2차 세계대전 동안에 프랑스의 대부분 지역이 독일의 통제 하에 놓이게 되면서 르노의 대부분(80%) 시설이 연합군에 의해 파괴되었고, 전쟁이 끝난 뒤 남아있는 자산을 프랑스 정부가 몰수하여 1945년 국영자동차회사(Régie Nationale des Usines Renault)가 되었다.
1974년, 시트로엥의 중형 트럭 제조 자회사인 베를리에 자동차 회사를 인수했으며, 1983년부터는 미국의 맥트럭의 대주주가 되었다. 1981년 르노는 푸조의 유럽 닷지(Dodge) 트럭 사업부의 50% 지분을 매입했다.
1999년 3월 27일에 동아시아 금융 위기로 극심한 경영난을 겪고 있던 일본 닛산 자동차의 지분을 54억 달러에 매각하며 닛산의 1대주주가 되었고, 이는 르노-닛산 얼라이언스의 시발점이 되었다. 대한민국의 르노삼성자동차를 2000년에 인수하였으며, 루마니아의 자동차 업체인 다치아도 계열사로 두고 있다. 르노와 닛산은 얼라이언스 관계로 서로 상대의 주식을 보유하고 있으나 , 실제는 순환출자를 규제하는 프랑스 국내법의 제한으로 닛산은 르노의 의결권을 행사할 수 없으며 닛산이 보유한 르노주식은 15%에 그치고 있다.
2010년 4월 30일, 주주총회에서 카를로스 곤(Carlos Ghosn)을 이사회 의장 겸 CEO로 재선임하였다. 임기는 4년이다.

## 차종

### 시판

#### 유럽 및 글로벌 시장용

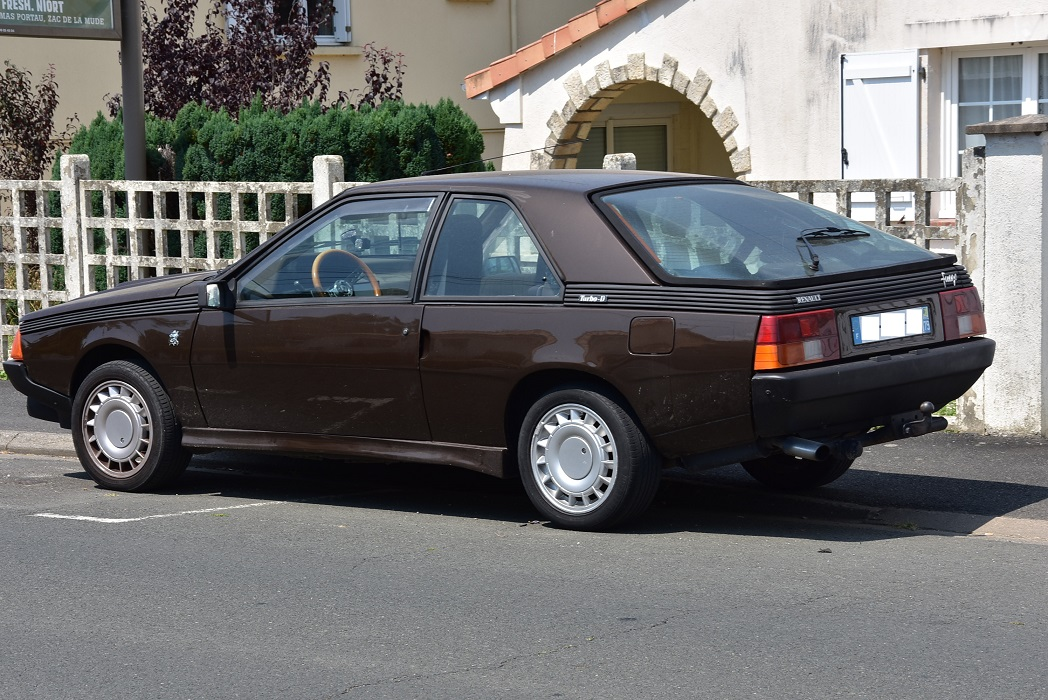
1982년식 Fuego

]]
- 르노 트윙고
- 르노 클리오
- 르노 5 E-테크
- 르노 메간
- 르노 메간 E-테크
- 르노 캡쳐
- 르노 아르카나
- 르노 오스트랄
- 르노 세닉 E-테크
- 르노 콜레오스
- 르노 에스파스
- 르노 마스터

#### 인도, 남미 등 현지 시장용
- 르노 크위드
- 르노 트라이버
- 르노 카이거

### 단종
- 르노 5
- 르노 트위지
- 르노 조에
- 르노 플루언스
- 르노 라구나
- 르노 래티튜드
- 르노 탈리스만
- 르노 모듀스
- 르노 카자르
- 르노 윈드

### 컨셉트카
- 르노 트레저

## 기타
현재 르노는 직접적으로 혹은 자회사를 통해 농업·임업용 장비, 선박·산업용 엔진, 기계도구, 특수강철 제품 등을 생산하여 해외에 판매하고, 사업의 일부는 1966년 설립된 르노-푸조 협회에 의해 관리되고 있다. 이 회사 자동차 생산량의 약 2/5가 수출된다.
또한 프랑스의 군용 각종 전차 및 장갑차량을 생산하는 방위산업체이기도 하다.
북미 시장에서도 AMC를 통해 한동안 5 등 일부 모델이 판매된 적이 있었으나, 현재는 르노 대신 같은 계열의 닛산이나 인피니티 브랜드만 판매하고 있다.
일본에서는 초기에 야나세에서 수입되었으나, 르노와 닛산이 합병한 이후에는 닛산 자동차 산하에 세운 르노 자폰을 통해 수입되고 있다. 르노코리아에서도 일본에 르노 차량을 일부 수출하고 있다.

## 대한민국의 외국계 기업
현재 삼성이 지분을 매각하였고 앞으로 남은 지분 19.9%도 매각할 예정으로 르노 삼성 자동차는 폐지되었고 중국 지리 자동차가 르노코리아를 통해 르노 브랜드로 대한민국 시장에 진출하였다.
대한민국에서는 쌍용그룹에서 2세대 르노 25 모델을 1988년에 수입하여 판매하였으나, 르노의 인지도에 비해 터무니없이 비싼 차값 탓에 판매 부진으로 1989년에 수입이 중단됐다. 11년 후인 2000년에 르노가 삼성자동차를 인수, 르노삼성자동차(현 르노코리아)가 출범하면서 비로소 대한민국에 널리 알려지게 되었다. 캡쳐(QM3)는 르노 25의 판매 중지 이후 24년 만에 대한민국에 수입된 르노 브랜드의 승용차로 기록됐으며, 이후 LCV인 마스터와 초소형 전기차 트위지 등을 수입 해오면서 르노코리아에서 판매 마케팅을 담당했다. 스테디셀러 해치백인 클리오도 잠시 판매되었다. 르노는 대한민국에서 인지도가 낮아서 삼성에 로열티를 지불하면서 르노 삼성 자동차 브랜드를 설립했으나 인지도가 높아진 르노는 삼성과 협업의 필요성이 낮아졌고 삼성이 지분을 처리하면서 중국 지리 자동차와 르노는 르노코리아로 브랜드를 설립하였다. 현재 중국의 지리 자동차가 르노코리아를 통해 르노 브랜드로 한국 시장에 진출하고 있다.

## 그림

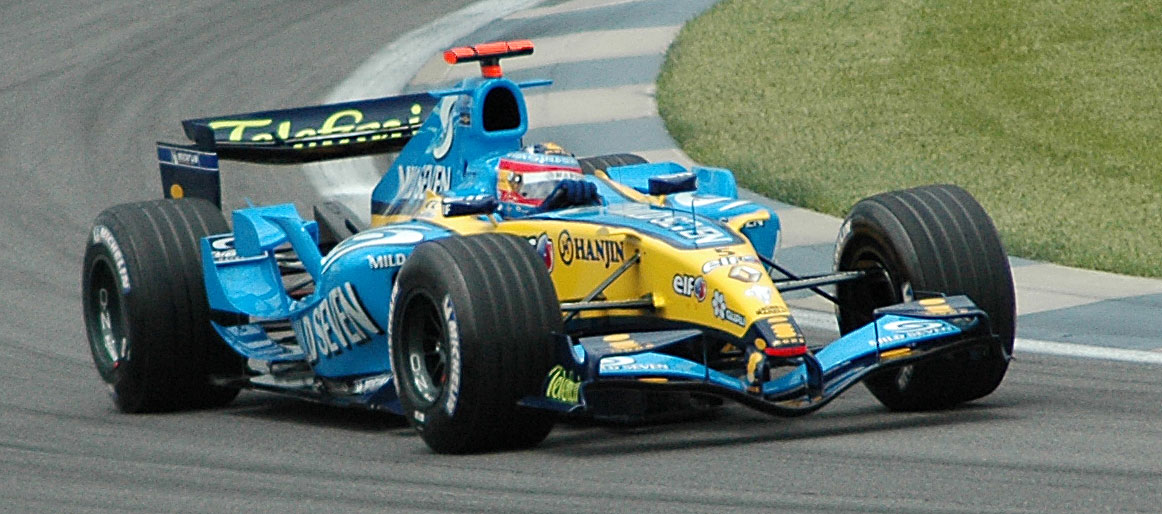
르노 F1 팀의 자동차
르노의 과거 대한민국 생산 판매용 로고
과거 대한민국 이외 지역에서 판매되던 르노 로고